# فلاديمير دياديون
فلاديمير دياديون (بالروسية: Дядюн, Владимир Сергеевич)‏ (12 يوليو 1988 أومسك روسيا - ) هو لاعب كرة قدم روسي، شارك في الألعاب الجامعية الصيفية 2013.

## وصلات خارجية
فلاديمير دياديون على موقع قاعدة بيانات كرة القدم.إي يو (الإنجليزية)
- فلاديمير دياديون على موقع Soccerway.com (الإنجليزية)
- فلاديمير دياديون على موقع عالم كرة القدم.نت (الإنجليزية)
- فلاديمير دياديون على موقع AS.com (الإسبانية)